# Bundesverband Contergangeschädigter
Der Bundesverband Contergangeschädigter e. V. wurde im Jahr 1963 als Zusammenschluss der regionalen Interessenvertretungen der Eltern contergangeschädigter Kinder gegründet. Der Erfahrungsaustausch zwischen den Eltern und der Prozess gegen die Stolberger Firma Grünenthal stand damals im Vordergrund. Vorsitzende waren unter anderem 1963–1967 Karl Hermann Schulte-Hillen, Opferanwalt im Prozess, von 1972 bis 1991 Hans-Helmut Schleifenbaum und von 1992 bis 2014 Margit Hudelmaier. Heute besteht der Bundesverband als eine von vielen Interessenvertretungen Contergangeschädigter, so z. B. neben dem Contergannetzwerk Deutschland e.V.
Obwohl sich der Bundesverband zunächst im Rechtsstreit zwischen Grünenthal und der Firma Zeitsprung um den Fernsehfilm „Eine einzige Tablette“ als „neutral“ erklärte, wurden aufgrund des öffentlichen Drucks infolge des Films die Conterganrenten verdoppelt.
Margit Hudelmaier war außerdem Mitglied im Stiftungsrat der Conterganstiftung. Der ehemalige stellvertretende Vorsitzende Thorsten Albrecht war ebenso wie zwei weitere Beiratsmitglieder Mitglied damaligen im Forschungsbeirat der Conterganstiftung.